# Alberto Maffei
Alberto Maffei (Tione di Trento, 11 maggio 1995) è uno snowboarder italiano.

## Biografia
Nato a Tione di Trento nel 1995, è originario di Madonna di Campiglio. Partecipa alle sue prime gare importanti nel 2010, a 15 anni. Specializzato nel big air e nello slopestyle, esordisce in Coppa del Mondo di snowboard il 14 marzo 2015 a Špindlerův Mlýn, in Repubblica Ceca, concludendo al 53º posto la classifica generale di big air e al 70° quella di slopestyle alla sua prima stagione.
Nel novembre 2016 torna a gareggiare in Coppa del Mondo, ottenendo i suoi primi punti, grazie al 28º posto ottenuto a Milano.
Nel 2017 partecipa ai Mondiali sulla Sierra Nevada, in Spagna, venendo eliminato in batteria sia nello slopestyle, con il 15º posto (41.50), 34° totale, sia nel big air, dove arriva 24º (25.66), 46° totale.
Nella stagione 2017-2018 arriva per due volte tra i primi 10 in Coppa del Mondo nel big air, l'11 novembre 2017 a Milano, dove chiude 7º, e il 2 dicembre a Mönchengladbach, in Germania, dove arriva 9º. 
A febbraio partecipa ai Giochi Olimpici di Pyeongchang 2018, nella gara di big air, al debutto olimpico, unico azzurro in gare di snowboard freestyle, terminando 12° nella sua batteria e 24° totale, con 77.50.

## Palmarès

### Coppa del Mondo
- Miglior piazzamento nella Coppa del Mondo di big air: 53º nel 2017.
- Miglior piazzamento nella Coppa del Mondo di slopestyle: 70° nel 2017.